# Meoto Rocks
Die Meoto Rocks (japanisch 夫婦岩 Meoto-iwa, norwegisch Hjonsteinane, beiderseits übersetzt Ehemann-Ehefrau-Felsen) sind zwei große Felsvorsprünge an der Kronprinz-Olav-Küste des ostantarktischen Königin-Maud-Lands. Sie ragen unmittelbar westlich des Kap Hinode auf.
Vermessungen und Luftaufnahmen einer von 1957 bis 1962 dauernden japanischen Antarktisexpedition dienten ihrer Kartierung. Das Advisory Committee on Antarctic Names übertrug die japanische Benennung aus dem Jahr 1962 im Jahr 1968 in einer Teilübersetzung ins Englische.